# Gerhard Bogatzki
Gerhard Bogatzki (geboren 24. Januar 1938 in Oberndorf am Neckar) ist ein deutscher Zeichner, Werbegrafiker und als freischaffender Künstler unter anderem als Maler mit Wohnsitz in Hannover tätig.

## Leben
Gerhard Bogatzki studierte in Stuttgart und Karlsruhe. 1963 ließ er sich in Hannover nieder, wo er eine Ausbildung zum Graphischen Zeichner durchlief. Anschließend arbeitete er einige Jahre, darunter in Berlin, hauptberuflich als Angestellter auf den Gebieten Werbung und Technische Dokumentation. 1975 nahm er seine Tätigkeit als freischaffender Künstler wieder auf.
1979 wurde Bogatzki durch ein Stipendium des Landes Niedersachsen gefördert. Gemeinsam mit seinen Künstlerkollegen Harro Boit und Konrad Mätzig stellte er anschließend in der vom Museumsverein für das Fürstentum Lüneburg geförderten Künstlerstätte Schloss Bleckede aus.

Ab 1993 eignete sich Bogatzki autodidaktisch die digitale Bildbearbeitung an und experimentierte mit deren Hilfe die kreativen Möglichkeiten, ohne sich jedoch stilistisch einzugrenzen. Dabei verband er die Ölmalerei, insbesondere die Schichtmalerei, mit den Möglichkeiten der digitalen Kunst.
 Sein Atelier betrieb Gerhard Bogatzki zuletzt unter der Adresse Drostestraße 34 im hannoverschen Stadtteil List.
Werke Bogatzkis, die der Künstler teilweise selbst in die Genres „Computergrafik und Fraktale“ verordnet, waren bisher auf zahlreichen Gruppen- und Einzel-Ausstellungen vertreten.

## Werke in öffentlichem Besitz
Werke Gerhard Bogatzki in öffentlichem Besitz finden bei beispielsweise
- im Besitz des Stedelijk Museums, Amsterdam: Plakat von Josua Reichert mit einem Werk Bogatzkis für die Ausstellung in der Galerie Haus Maercklin in Stuttgart (1961)[7]
- Zeichnung in der Staatlichen Graphischen Sammlung München[8]